# Gara di WTCC del Brasile 2011
La gara del Brasile, che si è corsa il 20 marzo 2011, è stata la prima della stagione 2011 e ha visto trionfare Rob Huff in gara 1 e Alain Menu in gara 2.

## Gara 1
| Pos | #  | Classe | Pilota             | Team                        | Vettura              | Giri | Tempo     | Griglia | Punti |
| --- | -- | ------ | ------------------ | --------------------------- | -------------------- | ---- | --------- | ------- | ----- |
| 1   | 2  |        | Rob Huff           | Chevrolet                   | Chevrolet Cruze 1.6T | 14   | 19:29.481 | 1       | 25    |
| 2   | 1  |        | Yvan Muller        | Chevrolet                   | Chevrolet Cruze 1.6T | 14   | +0.873    | 2       | 18    |
| 3   | 6  |        | Cacá Bueno         | Chevrolet                   | Chevrolet Cruze 1.6T | 14   | +3.924    | 3       | 15    |
| 4   | 15 |        | Tom Coronel        | ROAL Motorsport             | BMW 320 TC           | 14   | +12.714   | 8       | 12    |
| 5   | 11 | Y      | Kristian Poulsen   | Liqui Moly Team Engstler    | BMW 320 TC           | 14   | +13.004   | 5       | 10    |
| 6   | 8  |        | Alain Menu         | Chevrolet                   | Chevrolet Cruze 1.6T | 14   | +13.402   | 10      | 8     |
| 7   | 3  |        | Gabriele Tarquini  | Lukoil-SUNRED               | SEAT León 2.0 TDI    | 14   | +14.214   | 6       | 6     |
| 8   | 17 | Y      | Michel Nykjær      | SUNRED Engineering          | SEAT León 2.0 TDI    | 14   | +14.716   | 4       | 4     |
| 9   | 12 | Y      | Franz Engstler     | Liqui Moly Team Engstler    | BMW 320 TC           | 14   | +19.100   | 9       | 2     |
| 10  | 25 | Y      | Mehdi Bennani      | Proteam Racing              | BMW 320 TC           | 14   | +19.591   | 13      | 1     |
| 11  | 18 |        | Tiago Monteiro     | SUNRED Engineering          | SEAT León 2.0 TDI    | 14   | +20.001   | 7       |       |
| 12  | 30 |        | Robert Dahlgren    | Polestar Racing             | Volvo C30            | 14   | +20.343   | 11      |       |
| 13  | 74 | Y      | Pepe Oriola        | SUNRED Engineering          | SEAT León 2.0 TDI    | 14   | +25.098   | 12      |       |
| 14  | 20 | Y      | Javier Villa       | Proteam Racing              | BMW 320 TC           | 14   | +25.527   | 15      |       |
| 15  | 7  | Y      | Fredy Barth        | SEAT Swiss Racing by SUNRED | SEAT León 2.0 TDI    | 14   | +28.285   | 20      |       |
| 16  | 65 | Y      | Marchy Lee         | DeTeam KK Motorsport        | BMW 320 TC           | 14   | +41.400   | 14      |       |
| 17  | 4  | Y      | Aleksei Dudukalo   | Lukoil-SUNRED               | SEAT León 2.0 TDI    | 14   | +41.820   | 16      |       |
| 18  | 10 | Y      | Yukinori Taniguchi | bamboo-engineering          | Chevrolet Lacetti    | 14   | +45.265   | 17      |       |
| 19  | 21 | Y      | Fabio Fabiani      | Proteam Racing              | BMW 320si            | 13   | + 1 giro  | 18      |       |
| Rit | 9  | Y      | Darryl O'Young     | bamboo-engineering          | Chevrolet Lacetti    | 4    | Incidente | 19      |       |

## Gara 2
| Pos | #  | Classe | Pilota             | Team                        | Vettura              | Giri | Tempo     | Griglia | Punti |
| --- | -- | ------ | ------------------ | --------------------------- | -------------------- | ---- | --------- | ------- | ----- |
| 1   | 8  |        | Alain Menu         | Chevrolet                   | Chevrolet Cruze 1.6T | 14   | 19:38.428 | 1       | 25    |
| 2   | 15 |        | Tom Coronel        | ROAL Motorsport             | BMW 320 TC           | 14   | +0.265    | 3       | 18    |
| 3   | 1  |        | Yvan Muller        | Chevrolet                   | Chevrolet Cruze 1.6T | 14   | +0.917    | 8       | 15    |
| 4   | 2  |        | Rob Huff           | Chevrolet                   | Chevrolet Cruze 1.6T | 14   | +1.321    | 6       | 12    |
| 5   | 6  |        | Cacá Bueno         | Chevrolet                   | Chevrolet Cruze 1.6T | 14   | +2.409    | 5       | 10    |
| 6   | 3  |        | Gabriele Tarquini  | Lukoil-SUNRED               | SEAT León 2.0 TDI    | 14   | +4.512    | 4       | 8     |
| 7   | 3  |        | Tiago Monteiro     | SUNRED Engineering          | SEAT León 2.0 TDI    | 14   | +7.810    | 10      | 6     |
| 8   | 20 | Y      | Javier Villa       | Proteam Racing              | BMW 320 TC           | 14   | +16.894   | 15      | 4     |
| 9   | 12 | Y      | Franz Engstler     | Liqui Moly Team Engstler    | BMW 320 TC           | 14   | +17.571   | 7       | 2     |
| 10  | 74 | Y      | Pepe Oriola        | SUNRED Engineering          | SEAT León 2.0 TDI    | 14   | +20.361   | 12      | 1     |
| 11  | 9  | Y      | Darryl O'Young     | bamboo-engineering          | Chevrolet Lacetti    | 14   | +27.978   | 20      |       |
| 12  | 4  | Y      | Aleksei Dudukalo   | Lukoil-SUNRED               | SEAT León 2.0 TDI    | 14   | +31.428   | 16      |       |
| 13  | 30 |        | Robert Dahlgren    | Polestar Racing             | Volvo C30            | 14   | +35.296   | 11      |       |
| 14  | 11 | Y      | Kristian Poulsen   | Liqui Moly Team Engstler    | BMW 320 TC           | 14   | +35.770   | 9       |       |
| 15  | 10 | Y      | Yukinori Taniguchi | bamboo-engineering          | Chevrolet Lacetti    | 14   | +36.203   | 17      |       |
| 16  | 65 | Y      | Marchy Lee         | DeTeam KK Motorsport        | BMW 320 TC           | 14   | +39.845   | 14      |       |
| Rit | 7  | Y      | Fredy Barth        | SEAT Swiss Racing by SUNRED | SEAT León 2.0 TDI    | 7    | Incidente | 19      |       |
| NC  | 21 | Y      | Fabio Fabiani      | Proteam Racing              | BMW 320 TC           | 7    | + 7 giri  | 18      |       |
| Rit | 17 | Y      | Michel Nykjær      | SUNRED Engineering          | SEAT León 2.0 TDI    | 5    | Incidente | 2       |       |
| Rit | 25 | Y      | Mehdi Bennani      | Proteam Racing              | BMW 320 TC           | 0    | Motore    | 13      |       |